# Гоморов, Михаил Сергеевич
Михаи́л Серге́евич Гоморов (15 [27] декабря 1898, Москва — 20 ноября 1981, там же) — советский актёр и режиссёр.

## Биография
В 1918—1920 годах — слушатель студии Московского Пролеткульта и режиссёр фронтового театра.
В 1921—1925 годах учился и работал в Первом Рабочем театре Пролеткульта. Был режиссёром в рабочих клубах.
В 1924—1941 годах — актёр, ассистент режиссёра и режиссёр киностудий «Госкино», «Союзкино», «Мосфильм».
В 1946—1948 и 1952—1961 годах — режиссёр «Мосфильма», в 1948—1952 годах — помощник директора «Мосфильма».
Участник Великой Отечественной войны.

## Фильмография
- 1924 — Стачка («Чёртово гнездо», «История стачки») — актёр
- 1925 — Броненосец «Потёмкин» («1905 год») — ассистент режиссёра, актёр
- 1926 — Девятая волна — вице-адмирал Дубенский (главная роль)
- 1927 — Октябрь («Десять дней, которые потрясли мир») — ассистент режиссёра
- 1929 — Старое и новое («Генеральная линия») — ассистент режиссёра, актёр
- 1932 — Крылья (другое название: «Чёрная кошка») — режиссёр
- 1939 — Минин и Пожарский — ассистент режиссёра
- 1940 — Суворов — ассистент режиссёра
- 1953 — Великий воин Албании Скандербег — 2-й режиссёр
- 1955 — Гость с Кубани — помощник режиссёра
- 1955 — Доброе утро — 2-й режиссёр
- 1957 — Высота — 2-й режиссёр
- 1958 — Капитанская дочка — 2-й режиссёр
- 1958 — Лавина с гор — 2-й режиссёр
- 1961 — Любушка — 2-й режиссёр